# Oliver Dingley
Oliver Dingley (* 24. November 1992 in Harrogate, England, Vereinigtes Königreich) ist ein ehemals britischer, jetzt irischer Wasserspringer. Er startete zunächst für den Verein Harrogate Diving DC in den Disziplinen Kunstspringen vom 1-m- und 3-m-Brett und im 3-m-Synchronspringen.
Bei den Junioreneuropameisterschaften 2010 errang er vom 1-m-Brett Gold und vom 3-m-Brett Bronze. 2008 und 2009 gewann er jeweils einen Titel bei den Britischen Meisterschaften. Seinen ersten internationalen Einsatz im Erwachsenenbereich hatte Dingley bei den Commonwealth Games 2010 in Delhi. Mit Jack Laugher wurde er im 3-m-Synchronspringen Siebter. Im Einzel belegte er die Plätze neun und elf. Er nahm an den Europameisterschaften 2011 in Turin teil. Im Kunstspringen vom 1-m-Brett wurde er Siebter. Bei den britischen Ausscheidungen für die Olympischen Sommerspiele 2012 belegte er den zweiten Platz.
Als ihm jedoch der Drittplatzierte der Ausscheidungen vorgezogen wurde, entschloss er sich, die Nationalität zu wechseln. Seit Oktober 2014 startet er für Irland, woher auch eine seiner Großmütter stammte. Seit Februar 2016 ist er, als erster irischer Wasserspringer seit 1948, für die Olympischen Sommerspiele 2016 qualifiziert.